# سیارک ۲۶۱۷۰
سیارک ۲۶۱۷۰ (به انگلیسی: 26170 Kazuhiko، نامگذاری:1996BH2) بیست و شش هزار و صد و هفتادمین سیارک کشف شده‌است که در ۲۴ ژانویه ۱۹۹۶ کشف شد.
قدر مطلق سیارک برابر ۳۲.۳ است.